# Monnières (Loire-Atlantique)
Monnières é uma comuna francesa na região administrativa da Pays de la Loire, no departamento de Loire-Atlantique. Estende-se por uma área de 9,78 km². Em 2010 a comuna tinha 2 323 habitantes (densidade: 237,5 hab./km²).